# التحول الصناعي في الإمبراطورية الروسية
شهد التصنيع في الإمبراطورية الروسية تطور الاقتصاد الصناعي، إذ زادت إنتاجية العمل وتوفر الطلب على السلع الصناعية جزئيًا من داخل الإمبراطورية. كان التصنيع في الإمبراطورية الروسية رد فعل على عملية التصنيع في الدول الأوروبية الغربية.
اتُخذت أولى الخطوات المتعلقة بتسريع تطوير الصناعة في عهد بيتر الأول. ومع ذلك، كانت بداية إدخال إنتاج الآلات في الصناعات الأساسية والمركَبات في الربع الثاني من القرن التاسع عشر. تعتبر هذه الفترة بداية الثورة الصناعية في الإمبراطورية الروسية. استمرت عملية التصنيع حتى عام 1917. لاحقًا في سنوات التصنيع السوفييتي، كانت روسيا في دور اللحاق بالركب، في محاولة اللحاق بالدول المتقدمة في الغرب من حيث التنمية الصناعية.

## لمحة تاريخية

### الصناعة خلال حكم بيتر الأول
كان بيتر الأول مدركًا لحاجة البلاد إلى الأرض لتطوير تجارة فعالة. لإنجاز هذه المهمة، كانت هناك حاجة إلى جيش جاهز للقتال. كان الاستعداد القتالي للجيش يعتمد بشكل مباشر على مستوى تطور الاقتصاد، وقبل كل شيء، على درجة تطور الصناعات المعدنية والنسيجية والقماشية وغيرها من الصناعات.
ارتبطت السنوات الأولى من القرن الثامن عشر بالبناء النشط لمصانع التعدين. في الفترة بين 1702-1707 بُنيت مصانع ليبيتسك وكوزمينسك وبورين التي ضمت أكثر من 500 عامل. في كاريليا في عام 1703، بُنيت مصانع بتروفسكي وبوفينيتسكي المتماثلة في الضخامة.
بعد ذلك بقليل، في الفترة بين 1704-1705، ظهر معمل كونتشيزيرسكي ومصانع تيربيتسكي للذخيرة. استخدمت كل هذه المصانع مواد خام ذات مستوى متدني ولم تكن جودة المعدن المنتج هي الأفضل، لكن المسافة الصغيرة من هذه المصانع إلى أماكن القتال كانت لا تقدر بثمن.
في الوقت نفسه، كانت تُبنى مصانع التعدين في منطقة الأورال، بما في ذلك مصنع كبير لتعدين الفضة تأسس في عام 1704 في نيرشينسك، والذي كان ذا أهمية كبيرة للتطور المستقبلي للأعمال النقدية واقتصاد البلاد. نتيجة لهذا البناء، تأسست صناعة كانت قادرة على تزويد الجيش بمدفعية قوية وأسلحة أخرى.
تأسس أكثر من 28 مصنعًا خاصًا ومملوكًا للشركات و7  مصانع مملوكًا للدولة، ومصانع نحاس؛ واحد مملوك للدولة واثنين مملوكة للشركات، في وسط روسيا في الثلث الأول من القرن الثامن عشر. في جبال الأورال كان هناك حوالي 15 مصنع نحاس مملوك للدولة وخاص، وحوالي 10 مصانع حديد خاصة و5 مملوكة للدولة.
في الربع الأول من القرن الثامن عشر، بسبب الزيادة الحادة في حجم الجيش والبحرية، بدأت صناعة المنسوجات وخاصة صناعة الإبحار والكتان بالتطور بسرعة. لا سيما مصنع الإبحار الأدميرالي في موسكو، الذي وظف أكثر من ألف شخص. في عشرينيات القرن الثامن عشر، بلغ عدد مصانع النسيج 40 (منها 24 في موسكو فقط). وفقًا لمصادر مختلفة، في عهد بطرس الأكبر، بُني من 98 إلى 180 مصنعًا كبيرًا نسبيًا.
ومع ذلك، أصدر بيتر الأول سلسلة من القوانين التي فاقمت وضع الفلاحين وحالت دون إنشاء سوق عمل مأجور.

### الصناعة خلال حكم كاترين الثانية
بعد وفاة بيتر الأول، حتى منتصف القرن، استمرت الصناعة في روسيا، على الرغم من كل شيء، في التطور. بحلول عام 1750، كان حوالي مئة مصنع للمعادن تعمل بالفعل، ووصل صهر حديد الصب إلى ما يقرب من 2 مليون باوند. في منتصف القرن الثامن عشر، احتلت روسيا المرتبة الأولى في العالم في صهر حديد الصب وأصبحت المصدر الرئيسي له إلى أوروبا.
ترتبط فترة جديدة من التطور الهام للصناعة بعهد كاترين الثانية. كان النمو الأكثر وضوحًا في مجال التعدين وصناعة النسيج، كما أن تفاصيل التصنيع في مجال الزراعة كانت ظاهرة أيضًا. في مجال إنتاج المعادن وتشغيل المعادن، في بداية عهد كاترين، كان هناك 182 شركة، وفي نهاية القرن الثامن عشر كان هناك حوالي 200 شركة. كان النمو صغيرًا، لكنه وجد بعد ذلك شركات أكبر.
تطورت أيضًا صناعة الإبحار والكتان. كان الطلب على القماش الروسي كبيرًا ودائمًا في إنجلترا والقوى البحرية الأخرى. في نهاية الستينيات في صناعة النسيج، كان هناك 231 شركة كبيرة، بما في ذلك 73 مصنعًا للصوف و85 للكتان و60 للحرير. في نهاية القرن الثامن عشر بلغ عدد شركات النسيج 1082 شركة منها 158 شركة للصوف و318 للكتان و357 للحرير. وهكذا، لأكثر من ثلاثة عقود، كانت هناك زيادة بأكثر من أربعة أضعاف.
إلى جانب الأساليب الشاملة المكثفة، بدأ استخدام الأساليب المكثفة على نطاق واسع. في الممارسة الزراعية، وخاصة في أكبر وأغنى المزارع، استُخدم المحراث والأسمدة. توسعت زراعة المحاصيل الزراعية، بما في ذلك المحاصيل الأكثر قيمة؛ القمح والبطاطس والحنطة السوداء والنباتات الصناعية والطبية.. إلخ.
في هذا الوقت، كان هناك اهتمام معين من النبلاء المتنورين في تحسين القطاع الزراعي. ساهم تأسيس جمعية الاقتصاد الحر عام 1765 في الدعاية لإنجازات العلوم الزراعية، وإن كان حتى الآن على نطاق ضيق.
اتخذت كاترين الثانية أيضًا خطوات للتخفيف من وضع الفلاحين في الإمبراطورية الروسية. كثفت مراسيم كاترين الثانية بشأن حظر شراء الأقنان للمصانع وتسجيلهم في المؤسسات والتأسيس الحر للمؤسسات الصناعية لجميع قطاعات المجتمع (1775) من عملية جذب العمال المأجورين إلى الإنتاج. في المقابل، واصلت المصانع استخدام العمالة المأجورة وغير المجانية. استمرت عمالة الأقنان في السيطرة على التعدين والمعادن، وخاصة في جبال الأورال. في المؤسسات الصناعية الكبيرة بحلول نهاية القرن، كان أكثر من 40% من الموظفين من أصحاب الأجور. كانت العمالة المأجورة منتشرة بشكل خاص في صناعة النسيج وتجاوزت 90% ومع ذلك، بقي العمل غير المجاني في روسيا الإقطاعية يعيق الانتقال إلى إنتاج المصنع.

### التطور الصناعي خلال النصف الأول من القرن التاسع عشر
كانت مشكلة التصنيع المهمة في الإمبراطورية الروسية في ذلك الوقت هي المكون الفني لهذه العملية. في إنجلترا، بدءًا من ستينيات القرن التاسع عشر، وبعدها في دول أوروبا الغربية الأخرى، كان هناك عملية تراكم للخبرة التقنية وإدخال الاختراعات التقنية، والتي أصبحت شرطًا للانتقال إلى إنتاج الآلات. في الإمبراطورية الروسية، لم يُظهر أصحاب التصنيع اهتمامًا كبيرًا بالابتكارات.
فقط في نهاية القرن الثامن عشر، بمبادرة من الحكومة، بدأت مناقشة حول مشروع واسع النطاق يتعلق باستخدام آلات التصفية والغزل الإنجليزية. ومع ذلك، استمر العمل اليدوي في الهيمنة شبه الكاملة على المصانع الروسية حتى أربعينيات القرن التاسع عشر. في هذا الوقت، ازداد استيراد الآلات وأدوات الآلات إلى البلاد. في السنوات 1841-1845، استوردت روسيا بمبلغ 668 ألف روبل، وفي السنوات الخمس التالية تضاعف هذا المبلغ، وفي النصف الأول من خمسينيات القرن التاسع عشر بلغ المبلغ أكثر من مليوني روبل. بدأ هذا الاستيراد عملية مزاحمة التصنيع من خلال المصنع، والتي سارت بشكل غير متعادل أبدًا في صناعات مختلفة وفي مناطق مختلفة.
على أساس التصنيع المركزي، طُورت صناعات مثل الورق والزجاج، والتي تلبي منتجاتها بشكل أساسي احتياجات البلاد. منذ بداية القرن، تضاعف عدد الشركات في إنتاج الورق ثلاث مرات تقريبًا ووصل إلى 165.أنتِج حوالي 80% من العملية باستخدام الآلات.
لوحظت ظواهر الأزمة في صناعة التعدين في جبال الأورال، حيث كان الإنتاج الصناعي قائمًا على الاحتكار والعمل القسري.  في فترة ما قبل الإصلاح، زاد صهر حديد الصب بشكل طفيف (من 10 ملايين باوند في بداية القرن إلى 18 مليون باوند بحلول عام 1861). في هذا الوقت، بلغ صهر الحديد الخام في المملكة المتحدة 240 مليون باوند. وبينما كانت روسيا في نهاية القرن الثامن عشر تستأثر بحوالي ثلث صهر الحديد الخام في العالم، لم تتجاوز حصتها بحلول عام 1860 سوى 4%. جعلت القاعدة التقنية الضعيفة إنتاج مصانع التعدين غير قادر على المنافسة. كانت إنتاجية العمال الملحقين بالمصانع منخفضة، ولم يستخدم أصحاب مصانع التعدين المحركات البخارية، معتمدين على رخص العمالة اليدوية.